# Liste der Kulturdenkmäler in Dillendorf
In der Liste der Kulturdenkmäler in Dillendorf sind alle Kulturdenkmäler der rheinland-pfälzischen Ortsgemeinde Dillendorf aufgeführt. Grundlage ist die Denkmalliste des Landes Rheinland-Pfalz (Stand: 27. Oktober 2023).

## Einzeldenkmäler
| Bezeichnung | Lage                                                      | Baujahr | Beschreibung                                                                  | Bild                           |
| ----------- | --------------------------------------------------------- | ------- | ----------------------------------------------------------------------------- | ------------------------------ |
| Wohnhaus    | Auf dem Schloss 1 Lage                                    | um 1800 | Fachwerkhaus, teilweise massiv und verschiefert, Mansarddach, um 1800         | BW                             |
| Brunnen     | Hecker Straße Lage                                        |         | Dorfbrunnen, Backstein                                                        | BW                             |
| Meilenstein | nördlich des Ortes an der B 50 im Brauschieder Forst Lage | 1820    | preußischer Ganzmeilenstein, Sandsteinobelisk mit seitlichen Sitzbänken, 1820 | weitere Bilder Fotos hochladen |

## Ehemalige Kulturdenkmäler
| Bezeichnung | Lage                      | Baujahr                           | Beschreibung | Bild            |
| ----------- | ------------------------- | --------------------------------- | --- | --------------- |
| Wohnhaus    | Auf dem Schloss 2 Lage    | 1815                              | Fachwerkhaus, Mansarddach, Tür bezeichnet 1815; abgebrochen und aus Denkmalliste gelöscht                                                                  | Fotos hochladen |
| Hofanlage   | Kirchberger Straße 2 Lage | erste Hälfte des 19. Jahrhunderts | Hofanlage; Fachwerkhaus, verputzt, erste Hälfte des 19. Jahrhunderts, Fachwerkstallungen; bauliche Gesamtanlage; aus Denkmalliste gelöscht und abgebrochen | Fotos hochladen |